# L'Heure du rêve

L'Heure du rêve est un film muet français réalisé par Léonce Perret, sorti en 1915.

## Fiche technique
- Réalisation : Léonce Perret
- Photographie : Georges Specht
- Société de production : Société des Établissements L. Gaumont
- Pays de production :  France
- Format : Muet - Noir et blanc
- Date de sortie : 
  - France : 31 décembre 1915

## Distribution
- Armand Tallier
- Paul Manson
- Suzanne Grandais
- Suzanne Delvé